# Scandza
Scandza var navnet på en ø, som omtales af den gotiske historiker Jordanes i hans værk Getica, (ca. 551). Almindeligvis antages det, at Scandza kan have været den Skandinaviske halvø. Hans fortælling mangler præcise beskrivelser af Skandinavien, men den er også sammenrodet og sammensat af informationer fra flere forskellige kilder. Ifølge den prominente svenske arkæolog Göran Burenhult giver Jordanes dog stadig et unikt indblik i Skandinaviens stammer i det 6. århundrede.
Den anonyme forfatter af langobardernes tidlige historie Origo Gentis Langobardorum mener, at ordet Scandza ("Scanadan") betyder ødelæggelse, som måske kunne være etymologisk i familie med det fællesgermanske ord, der på dansk i dag er blevet til "skade".

## Baggrund
Jordanes beskrivelse af Scandza var som indledning for hans goterhistorie og goternes migration fra Skandinavien til Gothiscandza. Historien Getica er tilegnet Castalius, en kristen ven, som i øvrigt er ukendt. Jordanes tiltaler ham i Getica 9,:
| „ | Det vidtstrakte hav har også sine arktiske områder, det vil sige i den nordlige del er der en stor ø ved navn Scandza, om hvilken jeg (med Herrens velsignelse) skal tage udgangspunkt. For det folk, hvis oprindelse du ønsker at kende, sprang frem som en bisværm fra skødet på denne ø og bredte sig ud i Europa. Men hvordan og på hvilke vis det skete, skal jeg nu forklare i det følgende, hvis det er Guds vilje. | “ |
|   | — Jordanes, Getica |   |

## Geografi
Jordanes refererede til Ptolemæuss forholdsvise korrekte beskrivelse af Scandia som en stor ø, formet som et enebærblad (ie. aflangt og ikke rundt) med brede sider. Han refererede også til Pomponius Melas beskrivelse af Codanonia (="Skandinavien", som også kaldes Skatinavia af Plinius den Ældre), og det lå i den Codanska bugt, (sandsynligvis Kattegat).
Ifølge Jordanes lå øen Scandza ud for Wisła, og der var en stor sø (sandsynligvis Vänern), hvorfra floden Vagus flød (Ván er et gammelt navn for Göta älv). På den vestlige og nordlige side var øen omsluttet af et enormt hav (Atlanterhavet), men i den østlige del var det forbundet med en landtange (Lapland), som delte havet i øst, således at det formede Det Germanske Hav (Østersøen). Der var også en del småøer (svenske og finske øhav), hvor ulve kunne passere over, når havet var frosset til. Om vinteren var landet ikke bare hårdt for mennesker, men også for dyr og grundet den ekstreme kulde var der ingen honningbier.

## Midsommer og midvinter
I nord var der et folk, han omtaler som Adogit (som måske kan være en fejlskrivning for (h)alogii, en reference til indbyggerne i Hålogaland Nordnorge) som levede med uafbrudt sol i 40 døgn omkring sommersolhverv og lige så længe mørke ved vintersolhverv. Hvorfor han mente, folket vekslede fra ekstrem lyksalighed til smertelig pine.

## Indbyggere
Jordanes nævner en mænge forskellige stammer, som bor i Scandza, som han også beskriver som "nationernes livmoder" (vagina nationum), og at de var højere og mere drabelige end de andre germanske stammer (arkæologiske fund har vist, at skandinaverne på den tid var høje, antagelig på grund af kosten). Jordanes opremsning nævner ad flere omgange de samme folk to gange, hvilket sandsynligvis skete, da han havde indsamlet og sammenblandet information fra en række forskellige rejsende og tilrejsende skandinaver, der kom for at tilslutte sig goterne, som f.eks. Rodwulf fra Bohuslän. Sprogforskere har kunnet kæde nogle af navnene til områder i Skandinavien, andre igen kan være baseret på misforståelser.
På øerne var der Screrefennae (ie. samere), som levede som jæger-samlere og ernærede sig af en mængde forskelligt vildt og fugleæg.
Han nævner Suehans (ie. Svitjod – svenskere), som havde smukke heste ligesom thüringerne (interessant nok, så skriver Snorri Sturluson at den svenske konge Adils fra det 6. århundrede havde de bedste heste i hans samtid). De leverede sorte rævepelse til de romerske markeder og var iført rige klæder på trods af, at de var fattige.
Han nævner videre Theustes (folket fra Tjust et område i Småland), Vagother (sandsynligvis fra Gotland ), Bergio
(enten folk fra Bjäre Hundred i Skåne, ifølge L. Weibull, eller folk fra Kolmården ifølge andre), Hallin (det sydlige Halland) og Liothida (enten Luggude Hundred eller Lödde i Skåne, men andre forbinder dem med Södermanland) som boede i lave frugtbare områder, hvorfor de var udsat for angreb fra deres naboer. Af andre stammer nævner han Ahelmil (fra Halmstad), Finnaithae (Finnhaith-, ie. Finnheden, det gamle navn for Finnveden), Fervir (indbyggerne i Fjerre Herred) og Gautigoths (götere fra Västergötland) – et folk der var modigt og hurtigt til at gå i krig. Der var Mixi, Evagreotingis (eller: Evagre og Otingis), som siges at leve som dyr i grotter. Og videre Ostrogothae (Östergötland), Raumarici (Romerike), Ragnaricii (sandsynligvis Ranrike, et gammelt navn for Bohuslän) og de sagtmodige Finni (sandsynligvis endnu engang samerne). Vinoviloth (kvenerne eller resterne af langobarderne – ie. deres oprindelige navn: vinili.)
Han nævnte også Suetidi (svenskerne endnu engang) og Dani (danerne) som var de samme folk og som drev herulerne fra deres land. Disse stammer var de højeste af alle folkeslag.
I samme område var Granni (grenlanderne), Augandzi (Agder), Eunixi, Taetel, Rugi (Rogaland), Arochi (Hordaland) og Ranii (muligvis folk fra Romsdalen). Kongen Roduulf var Rani, men forlod sit folk for at slutte sig til goternes konge Teoderik.